# Aucha lucens
Aucha lucens là một loài bướm đêm trong họ Noctuidae.